# Radio Contact (France)
Pour les articles homonymes, voir Contact.
Radio Contact (anciennement Contact FM) est une station de radio française qui opère dans les Hauts-de-France avec un studio à Lille (anciennement à Tourcoing). Dans les années 1990, c'est une radio pionnière en France pour la diffusion de musique électronique, en particulier l'Eurodance. La radio est membre du SIRTI et des Indés Radios.
Elle commence à diffuser ses programmes dans les Ardennes en avril 2008. La station organise des décrochages pour de l'information plus spécifique en différents secteurs géographiques (Métropole lilloise, Nord-Pas-de-Calais, Littoral, Picardie, Oise et Marne), et des décrochages dans chaque ville également au moment des publicités.

## Histoire

### Évolution du format (1982–1997)
D'abord appelée Radio Contact, elle est créée par Robert Delgado, Didier Rigot fin 1981. En 1982, Jean Vandecasteele, intègre l'équipe d'origine et est alors animateur. Il prendra très vite la direction des programmes et de l'artistique. La bande FM est alors saturée par les projets de radios concurrentes, dans l'agglomération lilloise, et ses installations à Tourcoing sont modestes. La période est difficile pour la station, qui manque d'être vendue au groupe NRJ fin des années 1990. Jean Vandecasteele qui a toujours eu la charge des programmes, invente alors un nouveau format : « tout en douceur » qui connaît un frémissement d'audience avant que ne débarque dans la région Chérie FM. La radio nationale bien plus puissante sur cet auditoire, réduira  à néant les espoirs de la radio du Nord. 
Après une ultime vague d'audience catastrophique en 1993, Jean Vandecasteele lance alors un nouveau concept : une radio entièrement axée sur l'Eurodance. Il confie l'habillage d'antenne à Temple of Tune par l'intermédiaire de Laurent Hongne (ex directeur d'antenne de Métropolys). Le 11 novembre 1993, Jean Vandecasteele lance officiellement sa nouvelle stratégie, et change entièrement le format de la radio. Le nom est modifié et devient Contact FM. Jean Vandecasteele fait appel à Eric Carpels pour mettre en place une nouvelle stratégie de communication. Le logo est changé et la station va alors entamer une période de communication très active et créative. À cette époque, Contact FM est une des seules radios en France à diffuser principalement de la musique électronique avec Radio FG et Galaxie.
Happy et Fax (Olivier Groux et Vincent Delcroix), duo d'animateurs, vont officier sur la radio pendant 20 ans. Un nouveau matériel de diffusion et de traitement de son est alors mis en place par Marc Jombart, nommé directeur Technique de Contact FM, en provenance lui aussi de Métropolys.  
Changement de nom, claim, habillage, logo, tout est transformé. Radio Contact devient Contact FM, et "tout en douceur" disparait au profit de « la musique d'abord » puis « le rythme d'abord ».  À cette époque, aucune grande radio commerciale, régionale ou nationale, hormis les radios communautaires, n'a fait le choix de thématiser complètement son format. En un an, la radio passe de 28 000 à 161 000 auditeurs. En juin 1998, malgré des audiences jamais atteintes jusqu'alors,  avec 440 000 auditeurs, et une marque devenue incontournable dans le nord de la France, Laurent Hongne est alors embauché comme directeur d'antenne. Il sera mis à l'écart quelque temps plus tard et transféré à la direction d'antenne de Fugue, radio CHR Picarde, récemment rachetée par le groupe qu'il fera progresser de 26 000 à 48 000 auditeurs. Un responsable d'antenne jusqu'ici animateur est nommé au poste. En 2006, Contact FM atteindra le score historique d'un point d'audience cumulée dans le sondage National de médiamétrie, représentant environ 546 000 auditeurs, score qui ne sera plus jamais atteint à ce jour, malgré de nombreuses fréquences supplémentaires.

### Fin de l'âge d'or (2002–2008)
En juillet 2002, Jerome Delaveau, est de retour dans les bâtiments de la rue du Flocon. Après avoir pris la direction de Fugue deux ans plus tôt, puis de M6 Music, il est nommé directeur des programmes du groupe Contact.
L'audience à légèrement chuté depuis le record historique de l'année précédente et un nouveau souffle est nécessaire. Nouveau claim, Logo, habillage, plusieurs ajustements ont lieu en quelques mois. « Enjoy Dance Music » remplace « le rythme d'avance ». Fugue jusqu'ici petite sœur de contact, créditée de 80 000 auditeurs, avec 6 fréquences, disparait en novembre 2002 et Contact obtient l'autorisation de diffuser ses programmes sur les fréquences jusqu'ici utilisée par la radio Picarde. L'audience grimpe mécaniquement, mais ne correspond pas aux scores atteints précédemment, par les radios du groupe, avant le passage aux programmes Contact.

### Expansion (1997–2007)
Détenue à 100 % par Contact Groupe, Contact FM s'approprie les fréquences de Radio-Quinquin (à Douai) en 1997, de Opalis (à Hesdin et au Touquet) en 1999 et de Fugue (Compiègne, Beauvais, Noyon, Creil, Saint-Just-en-Chaussée) en 2002. Contact FM arrive ainsi aux portes de Paris. Le CSA lui attribue également la fréquence de la radio de la mer, à Boulogne-sur-Mer en 2005. 

### Manœuvres entrepreneuriales (2008–2014)
Le groupe Contact qui était également propriétaire de la radio Sport MX depuis 2005, cède,  faute d'audience, et après seulement 3 années d'exploitation,  la station de sport au Groupe Lagardère en février 2008. Le 24 décembre 2008 à minuit, trois nouvelles web radios arrivent sur le site de Contact. Les trois webradios sont Contact Story, Maxximum et Manhattan City.
Le 10 février 2010, Contact lance un nouveau concept, La Nuit de la prod!. Le DJ Joachim Garraud a cinq heures durant la nuit, à partir de 20 h, pour créer un morceau musical destiné à devenir un tube. Le lendemain le titre est disponible sur les plateformes de téléchargements et atteint la 7ème position durant le weekend. Cette émission est retransmise en direct sur le site mycontact.fr en vidéo. Tom Snare participe à la deuxième édition de La Nuit de la prod le 14 avril, où il crée le titre The Way to Love avec le chanteur Nieggmann.
Le 25 mai 2012, la CSA valide le rachat de la station par le groupe La Voix (Rossel). Le 31 août 2012, Le groupe La Voix annonce son entrée au capital du réseau régional de Contact, dont il devient actionnaire majoritaire (52,2 %), Didier Rigot se retirant et Jean Vandecasteele (cofondateur et actionnaire historique) conservant les 47,8 % des parts. Le 29 janvier 2014, le CSA autorise la modification du capital, le groupe La Voix passe à 69,69 % du capital tandis que M. Vandecasteele conserve 30,31 % du capital de la station.
Le 8 avril 2014, Contact lance un bouquet de 10 webradios en partenariat avec Radionomy. Ce bouquet est disponible sur le site de la radio ainsi que les applications mobiles (iOS + Android).

### Retour aux sources (depuis 2014)
Le 12 mai 2014, Jean Vandecasteele annonce sa démission du poste de président de la radio qu'il a cofondé il y a 33 ans. Pour lui succéder, l'assemblée générale nomme Jacques Hardoin, directeur général du groupe La Voix comme président et Nicolas Pavageau comme Directeur Général Délégué. Il semblerait que Jean Vandecasteele ait décidé de vendre sa participation au groupe La Voix afin de pouvoir se libérer de l'entreprise qu'il a créé en 1981 et donner ainsi une impulsion différente à sa carrière professionnelle.
Le 1er septembre 2014, Contact redevient Contact FM avec un nouveau slogan « Le Mix du grand nord ». Un nouveau logo, un nouvel habillage sonore, ainsi qu'une nouvelle identité visuelle est alors proposée aux auditeurs. Désormais, Le Matin c'est Le Réveil du Grand Nord. En juin 2016, le site de Contact FM fait peau neuve. Plus esthétique, la couleur dominante est le bleu, alors que jusqu'à présent c'était l'orange. 
En août 2016, la station gagne 60 200 auditeurs supplémentaires : avec 333 500 auditeurs/jour, il s'agit d'un record d'audience depuis 2010.
En août 2017, la station gagne de nouveaux auditeurs et passe à 336 800 auditeurs/jour. En juillet 2018, ce sont 8 000 nouveaux auditeurs qui rejoignent Contact FM, ce qui porte ce nombre à 344 800 auditeurs/jour. Selon les chiffres sur la totalité de 2018, la station est désormais la deuxième radio régionale de France (derrière Alouette) et la première radio régionale des Hauts-de-France. 
En octobre 2019, le CSA accorde à Contact FM trois nouvelles fréquences dans le département de la Marne (Reims, Châlons-en-Champagne et Epernay), en remplacement de la radio marnaise Happy FM, à compter du 29 novembre 2019. Cette autorisation permet à Contact FM d'élargir sa zone d'émission sur la Région Grand Est, où elle était déjà partiellement présente, avec une fréquence à Charleville-Mezières (96.6 MHz) depuis 2008. Contact FM possède donc un total de 25 fréquences sur la totalité de la région Hauts-de-France, et sur une partie de la région Grand Est.
Le 27 novembre 2022, Contact FM devient Radio Contact avec une nouvelle identité visuelle.

## Identité

### Logos

Logo de Contact Radio (de 1982 à 1987).
Logo de Radio Contact FM (de 1987 à 1993).
Logo de Contact FM (de 1993 à 1997).
Logo de Contact FM (de 1997 à 1999).
Logo de Contact FM (de 1999 à octobre 2001).
Logo de Contact FM (d'octobre 2001 à 2003).
Logo de Contact FM (de 2003 à avril 2004).
Logo de Contact (d'avril 2004 au 8 juin 2008).
Logo de Contact (du 8 juin 2008 au 15 septembre 2008).
Logo de Contact (du 15 septembre 2008 à janvier 2010).
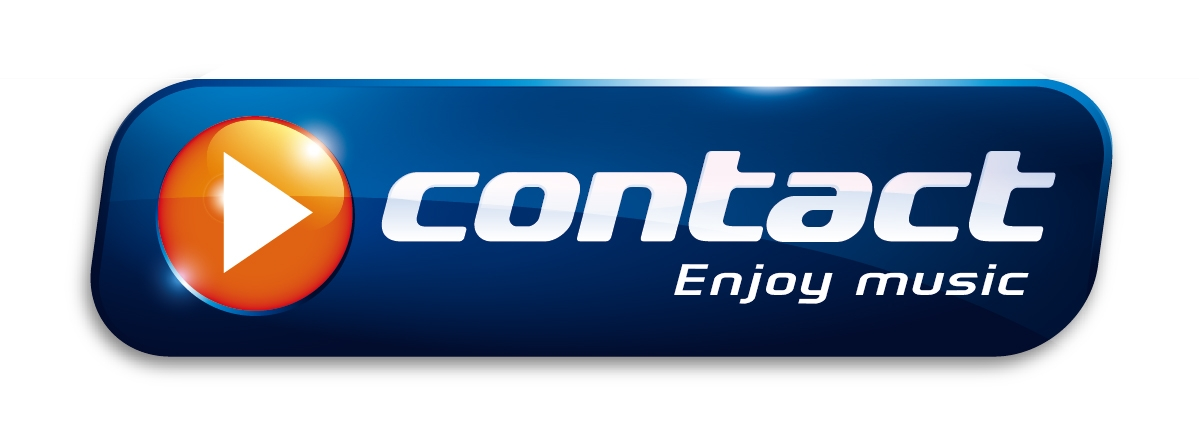
Logo de Contact (de janvier 2010 à février 2010).
Logo de Contact (de février 2010 à septembre 2014).
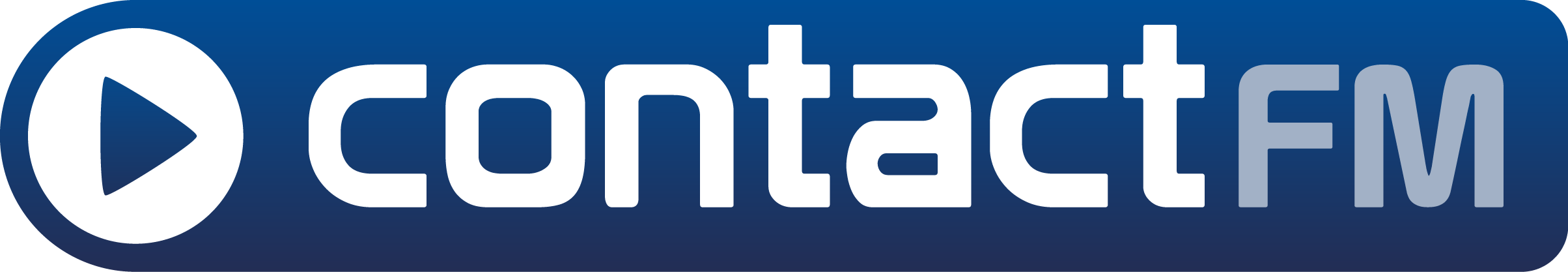
Logo de Contact FM (de septembre 2014 à juin 2017).
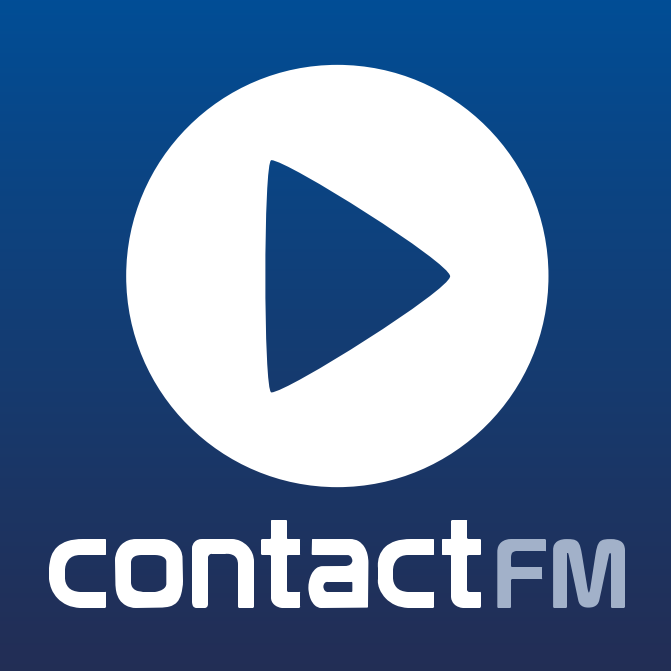
Logo de Contact FM (Du juin 2017) au 27 novembre 2022.
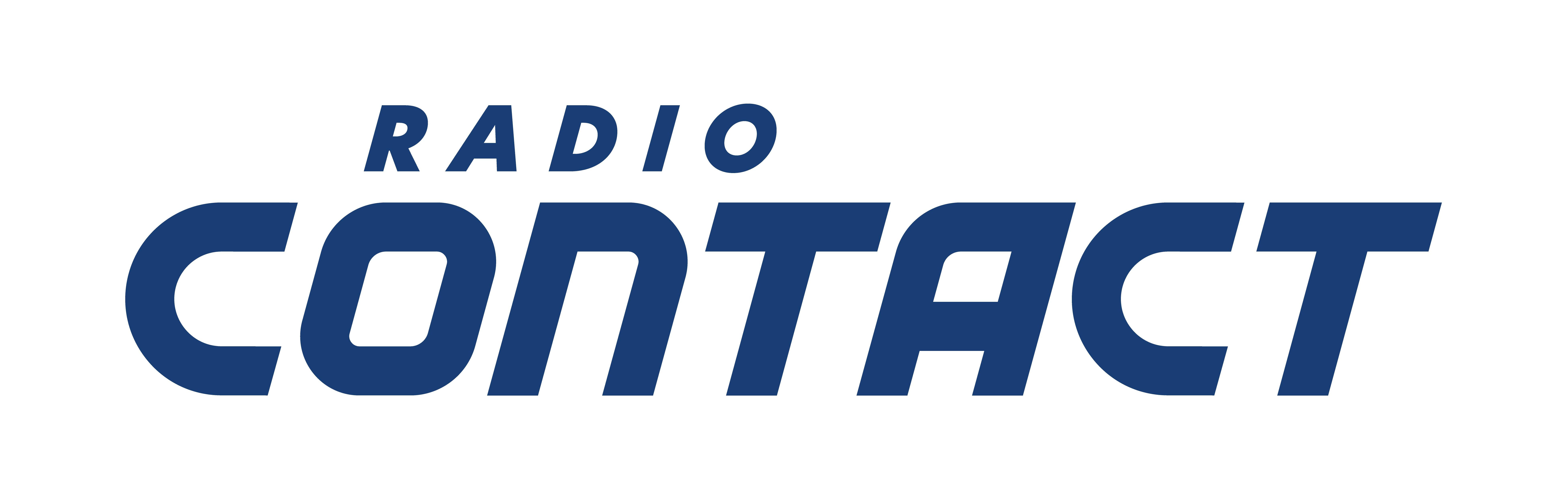
Logo Radio Contact depuis le 27 Novembre 2022.

### Habillage sonore
La spécificité de l'habillage de Radio Contact réside dans le fait qu'une voix off complète ces jingles en fonction de la ville la plus proche de laquelle se trouve l'auditeur. Par exemple, si l'auditeur écoute la radio sur bande FM dans la métropole lilloise, il entendra "La radio du Nord" alors qu'un auditeur situé dans les environs de Berck sur Mer entendra, au même moment, "La radio du Pas de Calais". Depuis le 3 janvier 2025, l'apllication et le site internet permettent d'écouter les flux locaux de Radio Contact. De plus il y a un morning différent pour le département de la Marne. Cette voix est interprétée par le comédien français Hervé Lacroix depuis septembre 2015

### Slogans
- De 1980 à 1987 : « Le réseau régional à vocation locale »
- De 1987 à 1993 : « Tout en douceur »
- De 1993 à 1997 : « La musique d'abord»
- De 1997 à 2001 : « Le rythme d'abord»
- De 2001 à 2004 : « Le rythme d'avance »
- De 2004 à 2008 : « Enjoy dance music »
- De 2008 à février 2010 : « Enjoy your life »
- De février 2010 à septembre 2013 : « La radio enjoy »
- De septembre 2013 à septembre 2014 : « L'électro libre »
- Depuis septembre 2014 : « Le mix du grand Nord »
- Depuis septembre 2021 : « Le Meilleur Mix »
- Depuis octobre 2024 : « Le Rythme en plus »

## Diffusion
Radio Contact est présente sur l'ensemble de la région des Hauts-de-France, et tend à élargir sa zone de diffusion sur la Région Grand Est (notamment dans les Ardennes et la Marne). Elle dessert en particulier les agglomérations suivantes : Abbeville, Amiens, Arras, Beauvais, Boulogne-sur-Mer, Calais, Charleville-Mézières, Creil, Compiègne, Douai, Hesdin, Laon, Le Touquet, Lens / Béthune, Lille, Noyon, Maubeuge, Péronne, Saint-Just-en-Chaussée, Saint-Omer, Saint-Quentin, et Valenciennes. Depuis le 29 novembre 2019, elle diffuse sur Reims, Châlons-en-Champagne, et Épernay. 
Radio Contact assure en outre une diffusion numérique terrestre. Par ailleurs, la station organise des décrochages pour l'information dans la métropole lilloise, le Nord-Pas-de-Calais, le littoral, la Picardie et l'Oise.